# Flughafen Mombasa

i7
i11
i13
Der Moi International Airport (IATA-Code: MBA, ICAO-Code: HKMO) ist der Flughafen der Stadt Mombasa und zweitwichtigster Flughafen Kenias nach dem Flughafen Jomo Kenyatta International.

## Geschichte

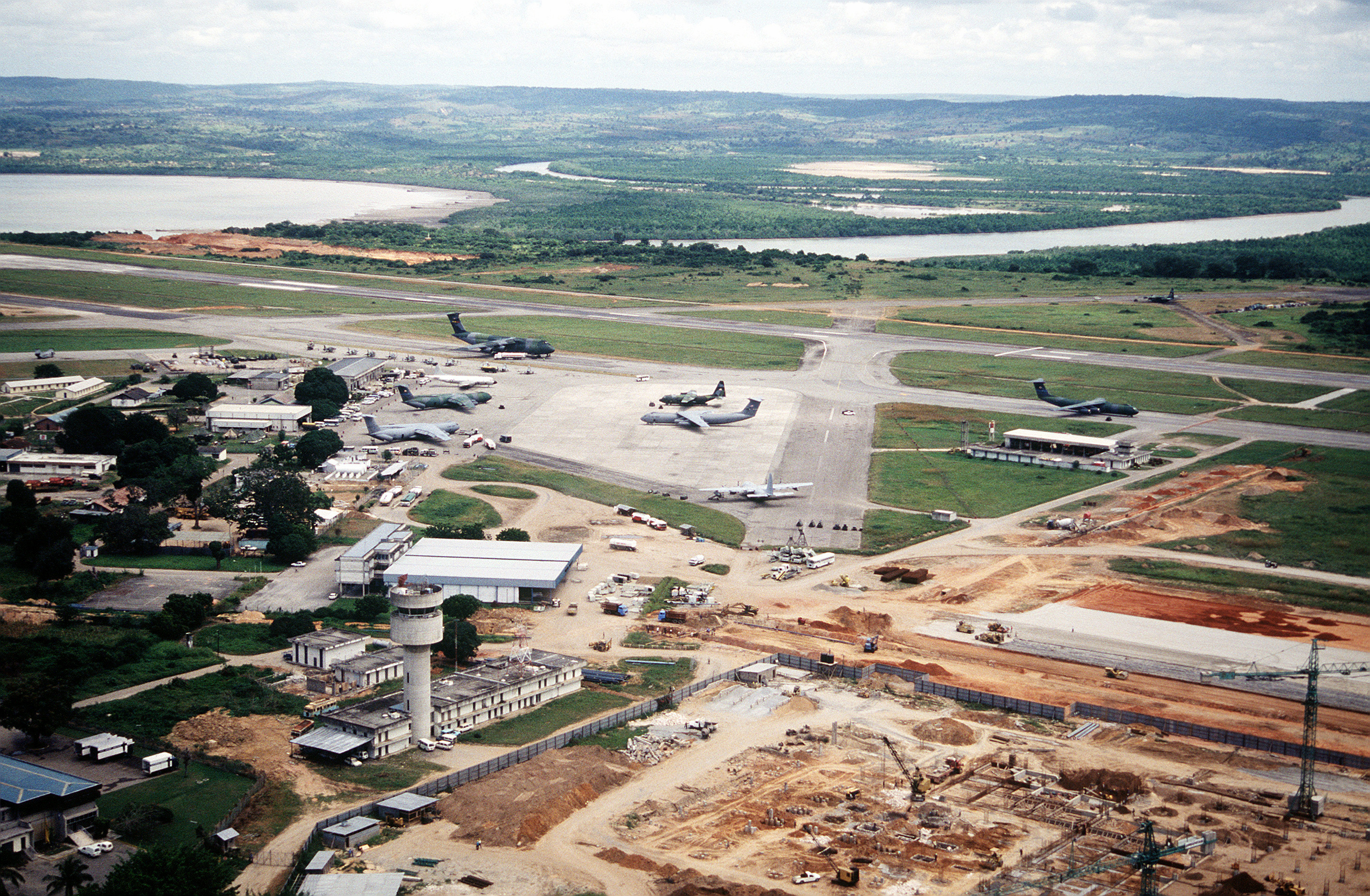
Bauarbeiten am Moi International Airport im August 1994

Der Flughafen wurde nach dem ehemaligen kenianischen Präsidenten Daniel arap Moi benannt. Ursprünglich hieß er Port Reitz Airport und wurde während des Zweiten Weltkrieges von der britischen Kolonialregierung gebaut. 1978 wurde er erweitert und modernisiert und ist seither ein internationaler Flughafen.

## Basisdaten
Der Flughafen wird von der Kenya Airports Authority betrieben. Er verfügt über zwei Startbahnen (03/21 mit 3350 m Länge und 15/33 mit 1363 m Länge). Runway 21 ist mit ILS ausgerüstet. Runway 15/33 wird nur noch in Ausnahmefällen auf Anfrage für leichtere Flugzeuge freigegeben.

## Fluggesellschaften und Ziele
Inlandsflüge nach Nairobi werden durch Kenya Airways, Fly540 und Jambojet durchgeführt. Weitere Ziele innerhalb Kenias werden durch regionale Fluggesellschaften angeboten. Mombasa wird mit Frankfurt durch Discover Airlines und Condor verbunden. Die Flüge führen weiter nach Sansibar. Der Flughafen wird regelmäßig für Charterflüge genutzt.

## Zwischenfälle
- Am 10. März 1998 verunglückte eine Boeing 707-300C der ägyptischen Air Memphis (Luftfahrzeugkennzeichen SU-PBA) beim Start in Mombasa. Das Frachtflugzeug streifte nach dem Abheben Aufbauten der Anflugbefeuerung, schlug zurück auf den Boden auf, zerbrach und fing Feuer. Alle sechs Insassen kamen ums Leben (siehe auch Flugunfall einer Boeing 707 der Air Memphis in Mombasa).[4]